# Gárdony
Gárdony är en stad i provinsen Fejér i centrala Ungern. Staden hade 13 164 invånare (2022), på en yta av 63,53 km². Den ligger vid Velencesjöns södra strand. I Gárdony föddes författaren och journalisten Géza Gárdonyi.